# Puczkow (chutor)
Puczkow (ros. Пучков) – chutor w zachodniej Rosji, w sielsowiecie małogorodźkowskim rejonu konyszowskiego w obwodzie kurskim.

## Geografia
Miejscowość położona jest nad ruczajem Gorodźkow (dopływ rzeki Prutiszcze w dorzeczu Sejmu), 3 km od centrum administracyjnego sielsowietu (Małoje Gorodźkowo), 16,5 km na północny wschód od centrum administracyjnego rejonu (Konyszowka), 49 km na północny zachód od Kurska.
W chutorze znajduje się 1 posesja.
Klimat
Miejscowość, jak i cały rejon, znajduje się w strefie klimatu kontynentalnego z łagodnym ciepłym latem i równomiernie rozłożonymi opadami rocznymi (Dfb w klasyfikacji klimatów Köppena).

## Demografia
W 2010 r. chutoru nikt nie zamieszkiwał.